# Köngernheim
Köngernheim är en kommun och ort i Landkreis Mainz-Bingen i förbundslandet Rheinland-Pfalz i Tyskland.
Kommunen ingår i kommunalförbundet Verbandsgemeinde Rhein-Selz tillsammans med ytterligare 19 kommuner.